# Avatar Press
Avatar Press — независимое американское издательство комиксов, основанное в 1996 году Уильямом А. Кристенсеном и расположенное в Рэнтоле, Иллинойс. Первоначально оно публиковала только мини-серии, но позже начало выпуск и постоянных серий.
В рамках попытки выйти за рамки своей репутации издателя комиксов о «плохих девчонках» Avatar предложила ряду известных авторов возможность публиковать комиксы без каких-либо ограничений по содержанию. Среди авторов, принявших предложение Avatar, были Фрэнк Миллер, Уоррен Эллис, Алан Мур и Гарт Эннис.

## Обзор
Среди комиксов Avatar Press наиболее заметны произведения о «плохих девчонках (англ. Bad girl art)» — жестоких и сексуализированных героинях. Примером такого жанра служит Pandora", которая считается главным «флагманом» издательства. Другие серии комиксов этого типа:
- Майка Деодато
  - «Jade Warriors»
- Роб Лайфильд
  - «Avengelyne»
  - «Glory»
  - «The Coven»
- Марат Мюхаэль
  - «Demonslayer»
- Тим Виджил
  - «Webwitch»
- Брайана Пулидо (англ. Brian Pulido):
  - «Lady Death»[1]
  - «Belladonna»
  - «War Angel»
  - «Unholy»
  - «Gypsy»
- Эверетт Хартсо:
  - «Razor»
- Другие авторы:
  - «Medieval Lady Death»
  - «Jungle Fantasy»
  - «Twilight», «Twilight: Live Wire» и «Twilight: Raw»
  - «Widow»
  - «Hellina»
  - «Shi»
  - «The Ravening»
  - «Lookers»

Чтобы изменить свою репутацию «Bad Girl»—издательства, Avatar Press предложило ряду авторов возможность создавать комиксы без каких-либо ограничений. Среди тех, кто принял предложения были:
- Джейми Делано:
  - Narcopolis[2][3]
  - Rawbone

- Уоррен Эллис:
  - Aetheric Mechanics
  - Anna Mercury
  - Apparat Singles Group
  - Atmospherics
  - Bad Signal
  - Bad World
  - Blackgas
  - Black Summer
  - Captain Swing and the Electrical Pirates of Cindery Island
  - Crécy
  - Dark Blue
  - Doktor Sleepless
  - Frankenstein's Womb
  - FreakAngels
  - Gravel
  - ilium
  - Ignition City
  - No Hero
  - Scars
  - Supergod
  - Wolfskin

- Гарт Эннис:
  - 303
  - Chronicles of Wormwood
  - Crossed[4]
  - Dicks
  - Streets of Glory

- Христос Гэйг:
  - Absolution[5]

- Кирон Гиллен:
  - The Heat[6]

- Стивен Грант:
  - My Flesh is Cool
  - Mortal Souls

- Дженни Грегори:
  - Dreamwalker

- Рик Джонстон:
  - Rich Johnston's Holed Up

- Марк Миллар:
  - The Unfunnies

- Алан Мур:
  - Neonomicon

- Эрик Пауэлл:
  - The Goon

- Джон Руссо:[7]
  - Escape of the Living Dead[8]

- Тим Виджил:
  - Faust
  - Cuda: An Age of Metal and Magic
  - Webwitch

В последнее время компания стала издавать комикс-адаптации известных научно-фантастических («Робокоп», «Звёздные врата», «Вид») и хоррор-фильмов («Пятница, 13-е», «Кошмар на улице Вязов», «Техасская резня бензопилой» и «Ночь живых мертвецов».